# Праисторијски археолошки локалитет (Рудник)
 Праисторијски археолошки локалитет  је налазиште у месту Рудник, на делу падине која се на граници потеса Долови, Доње поаре и Бање брдо, у општини Србица. На савременим приватним поседима, на лучно повијеном налазишту око плитке мочварне увале, окривени су деловим неолитске керамике. Посуде припадају старчевачкој и винчанској култури.
Ископавања су вршена током 1967. и 1968. године, када је потврђен значај локалитета.